# Trinity (Terranova y Labrador)
Trinity es un pueblo canadiense situado en la provincia de Terranova y Labrador.

## Superficie
Trinity tiene una superficie de 12,92 km².

## Demografía
En 2021, tenía 76 habitantes, una densidad poblacional de 5,9 hab./km², y 76 viviendas.